# Gabriel Lekegian
Gabriel Lekegian, né à la fin des années 1840 ou dans les années 1850 et mort vers 1920, est un photographe d'origine arménienne, actif des années 1880 aux années 1920 dans l'empire ottoman, d'abord à Constantinople comme peintre, puis en Égypte au Caire en tant que photographe. Son studio a produit des milliers de photographies illustrant la vie quotidienne, les paysages et l'architecture de l'Égypte.

## Biographie
Peu d'éléments biographiques précis concernant Gabriel Lekegian sont connus. Sa date de naissance est discutée : 1848, 1853 ou fin des années 1850,.
Vers 1880, il est installé à Constantinople, alors capitale de l'Empire ottoman, où il est l'élève du peintre italien expatrié Salvatore Valeri. Lekegian a produit une série d'études à l'aquarelle, dans le style détaillé de son professeur ; ses tendances orientalistes sont inspirées par les tableaux de Jean-Léon Gérôme. Il expose à Constantinople en 1881, au salon des jeunes artistes arméniens de Péra en 1882 et à Londres en 1885. Peu d'entre elles sont conservées.
Il s'installe au Caire en Égypte à partir de 1887 et s'y forme à la photographie. Il ouvre un studio dans le quartier européen du Caire  en face de l'hôtel Shepheard. Avec l'enseigne “Photographie Artistique G. Lekegian & Co” (en français et en arabe), il se positionne comme photographe « artistique », dans une ville où il a plusieurs concurrents, arméniens, français ou grecs, comme Pascal Sébah ou les frères Zangaki.
Lekegian connaît le succès et produit de nombreuses images de l'Orient pour ses clients, principalement européens et américains. Ses photographies servent de documentation artistique pour des peintres orientalistes, tels que Ludwig Deutsch, peintre autrichien naturalisé français, qui travaille à Paris, dont plusieurs tableaux reprennnent des élements de photographies de Lekegian,.

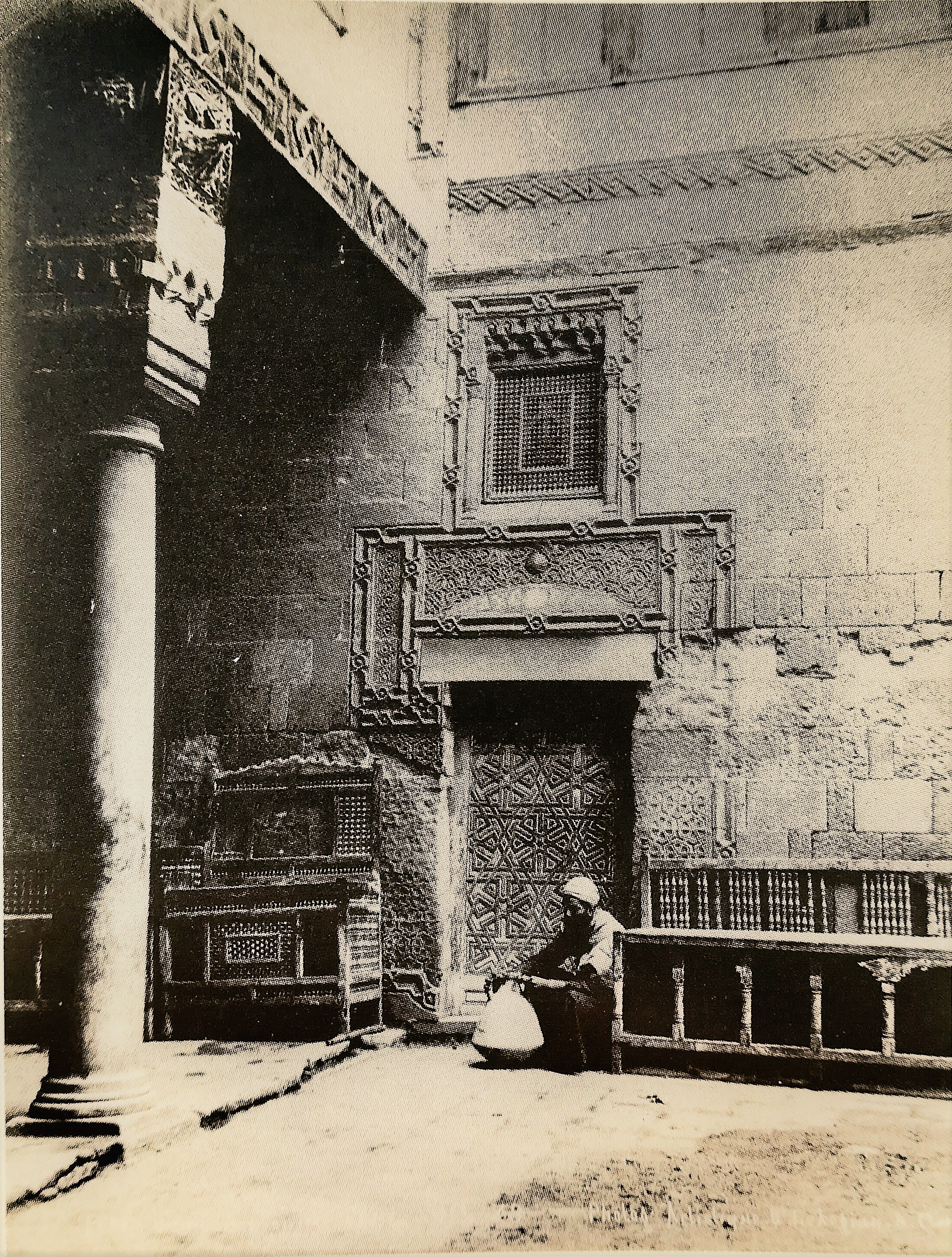
Gabriel Lekegian, Une cour au Caire, photographie, vers 1890.

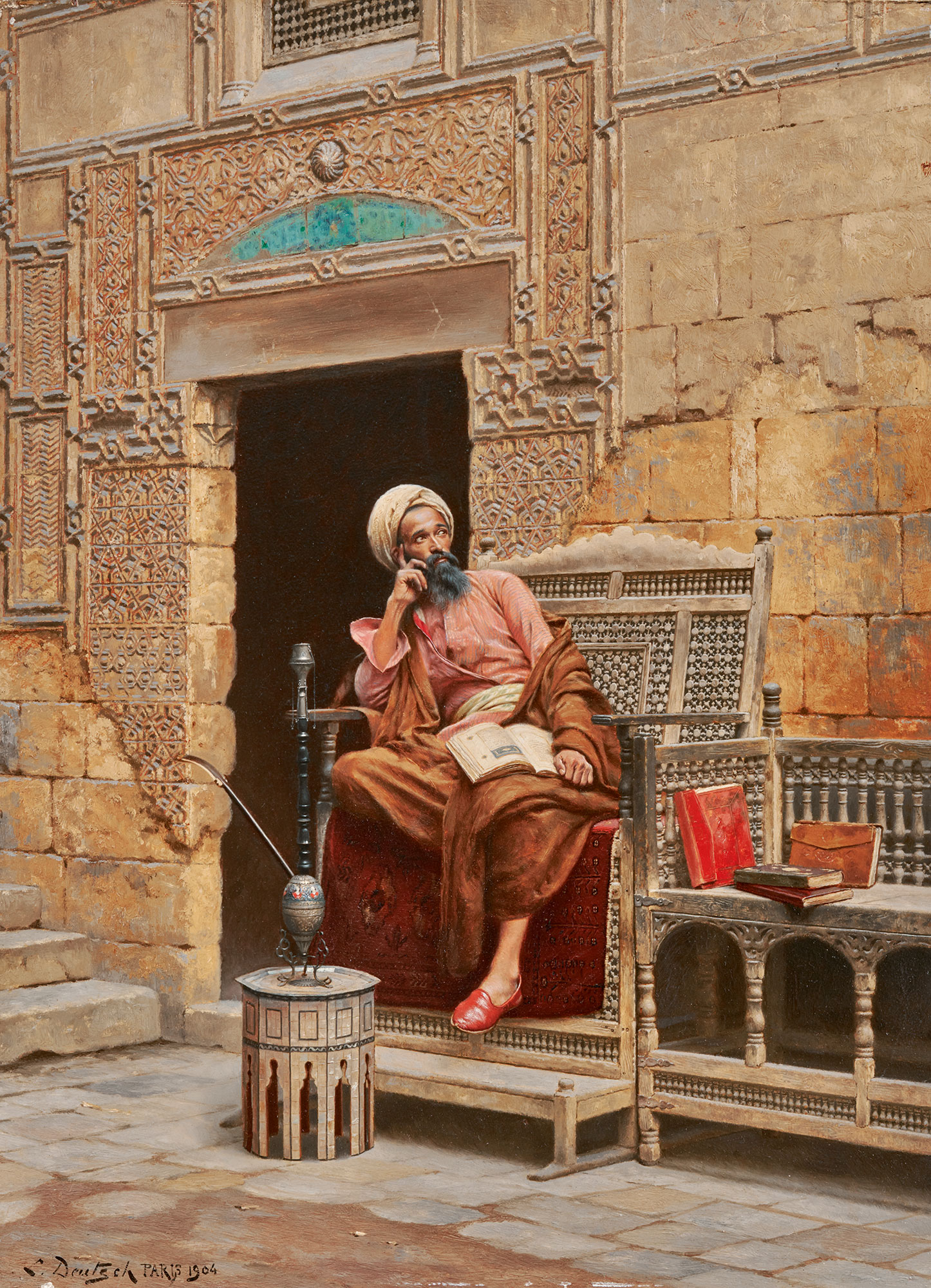
Ludwig Deutsch, Le scribe, huile sur toile, 1904, collection privée.

Il devient un photographe attitré du Khédivat d'Égypte, dont plusieurs membres, comme la princesse Nazli Fazıl, se font tirer le portrait par ses soins. En 1888, il est nommé photographe officiel de l'armée anglo-égyptienne. Ses affaires prospèrent ; il reçoit des commandes pour illustrer des livres et pour fournir des images des opérations de construction du gouvernement. Ces travaux moins connus de Lekegian sont remarquables en tant que premières formes de photographie documentaire.
Gabriel Lekegian prend des photographies des sites et monuments célèbres, destinées au nombre croissant de touristes en Égypte (les pyramides, les temples de Louxor, les scènes du Nil) ; il réalise également de nombreuses images de bâtiments historiques en Égypte, ainsi que des scènes tirées de la vie quotidienne des soldats, des Bédouins et des Égyptiens, des portraits à caractère ethnographique.
Lors de l'Exposition internationale de photographie organisée en 1892 à Paris par le Photo-club de Paris, Lekegian remporte une médaille d'or dans la catégorie "photographie artistique", ; lors de Exposition universelle de 1893 à Chicago, il reçoit le grand prix de photographie.
L'écrivain et journaliste franco-américain Amédée Baillot de Guerville (en), dans son ouvrage La nouvelle Égypte, ce qu'on dit, ce qu'on voit, du Caire à Fashoda publié à Paris en 1905 et illustré de photographies dont plusieurs de Lekegian (photographies de bâtiments, d'autochtones et d'une statue équestre de Méhémet Ali), écrit : « Il y a peu de bons photographes en Égypte, et je conseillerais aux amateurs qui ne développent pas eux-mêmes la plus grande prudence [...] Au Caire, on peut s'adresser en toute confiance à M. Lekegian ou à M. Dittrich (en) [...] Quant à M. Lekegian, il possède, en dehors de remarquables portraits, une collection unique de vues et de types en grandes photographies et en cartes postales ».
La fin de la carrière de Lekegian est mal connue ; son studio est actif jusqu'en 1925, produit principalement des portraits et des compilations de cartes postales à partir de ses anciens négatifs, mais il est possible qu'il l'ait vendu.

## Collections
- Victoria and Albert Museum, Londres[13]
- New York Public Library, New York[14].
- Collège de France, Bibliothèque d’égyptologie, Paris[15].
- Bibliothèque nationale de France, Paris[16].

## Expositions collectives
- 21 février - 1er avril 2007 : L'Orient des photographes arméniens, Institut du monde arabe, Paris[17],[5].
- 2008 : Focus Orient : الشرق : محور الشرق - Orientalist photography from the late 19th and early 20th centuries : a selection from the Thomas Walther collection, Sharjah Art Museum (en), Charjah[18]

photographies d'Émile Béchard, Pascal Sébah, Tancrède Dumas, Frères Zangaki, Wilhelm Hammerschmidt, Félix Teynard, Francis Frith, Hippolyte Arnoux, Félix Bonfils, Gabriel Lekegian, Jean Geiser, Constant Alexandre Famin, Cosmi Sebah, Ludovico Hart, Alexandre Bougault, Lehnert & Landrock, Neurdein, Guillaume Berggren (de), A. Cavilla.
- 16 septembre - 7 novembre 2010 : Memoires d'Egypte... da un Album fotografico del 1895 : fotografie di Beato, Bonfils, Lekegian, Reiser, Museo civico medievale, Bologne[19].

## Photographies

### Vues d'Égypte

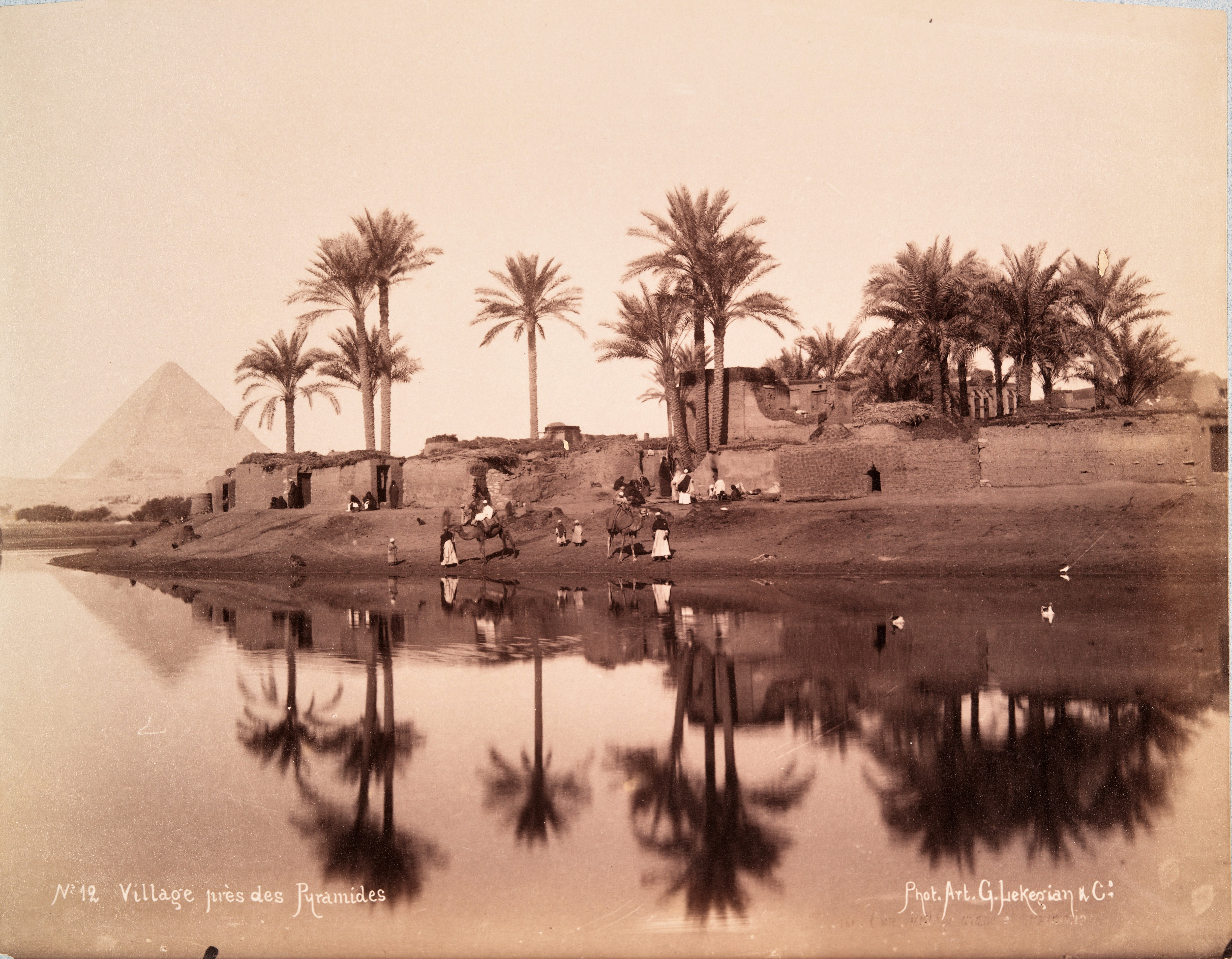
Village sur le Nil, près de Gizeh, 1880-1889
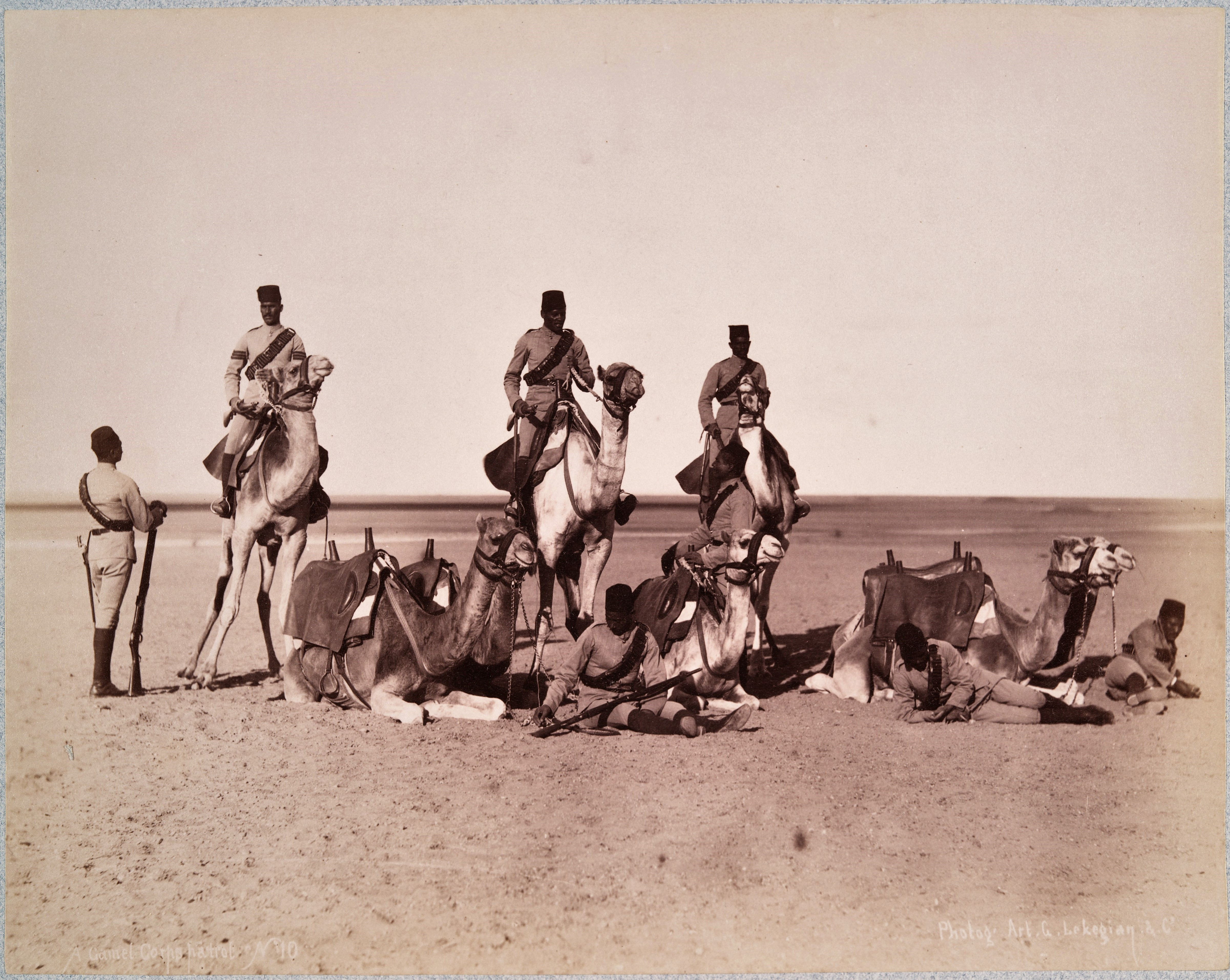
Soldats de l'armée anglo-égyptienne, 1880-1889.
Danseuses égyptiennes, vers 1895.
Vue du Nil au Caire, 1900-1901.
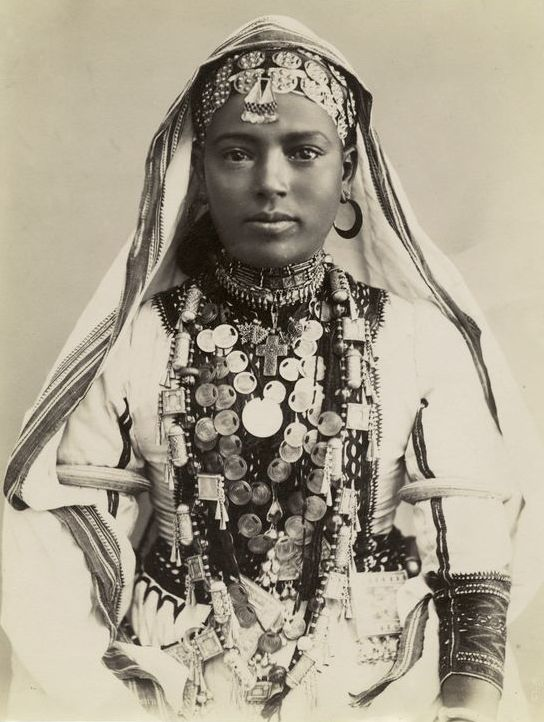
Jeune femme.
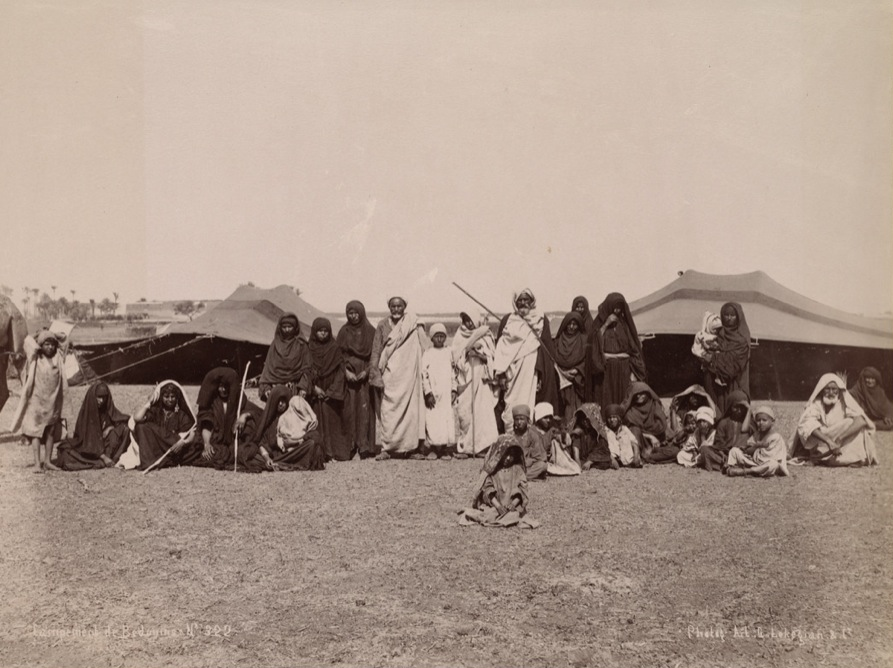
Campement bédouin.
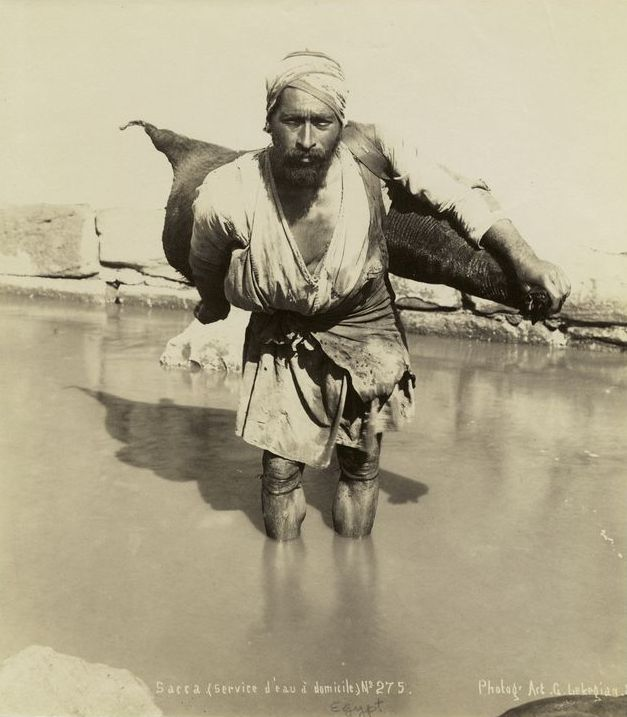
Porteur d'eau.
Un café au Caire.
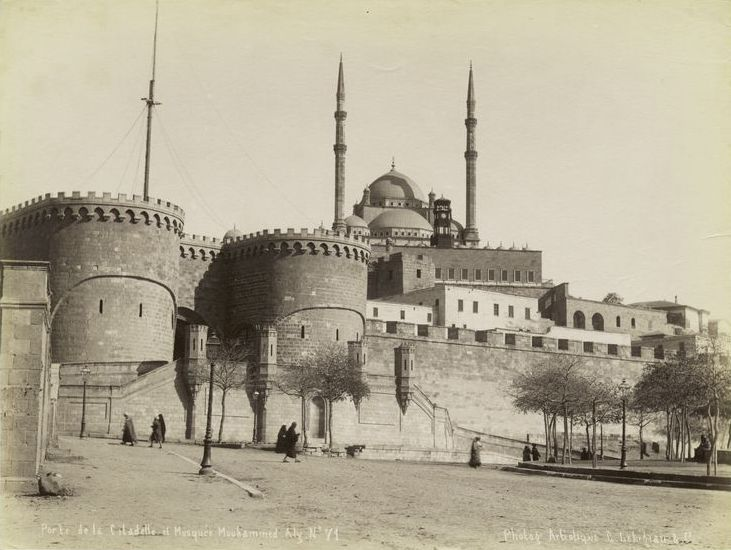
Citadelle de Saladin et Mosquée Mohammed Ali au Caire.
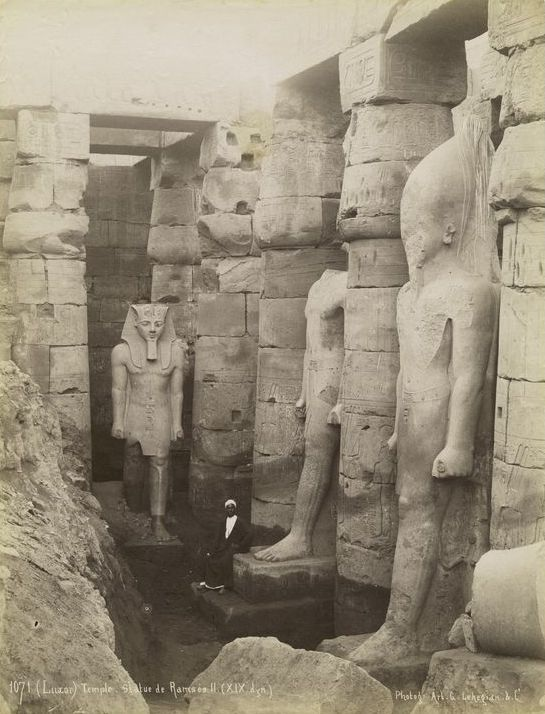
Louxor, statue de Ramsès II.
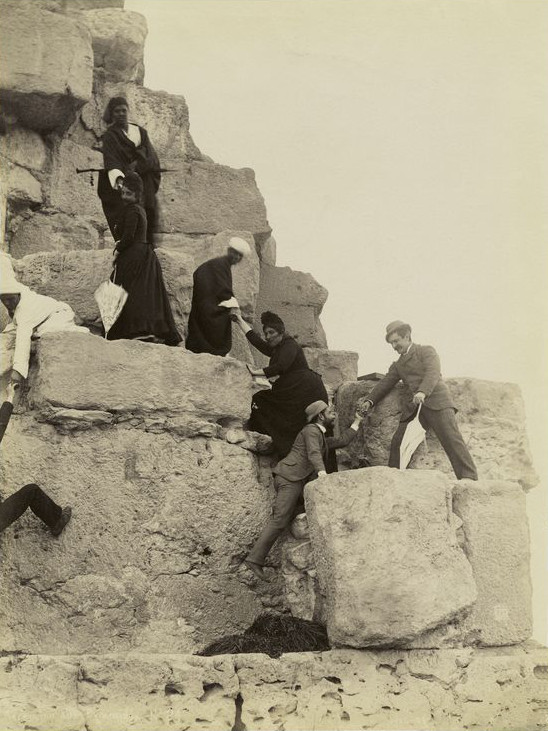
Ascension d'une pyramide.

### Photographies publiée dans l'édition anglaise d'Amédée Baillot de Guerville,New Egypt, New York, 1906

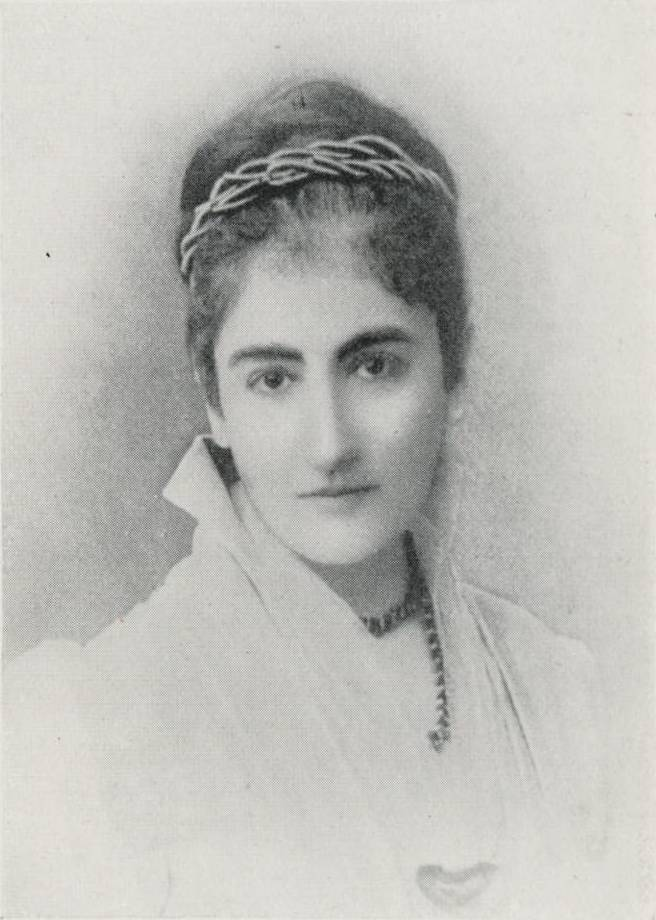
La princesse Nazli Fazıl, p. 139.
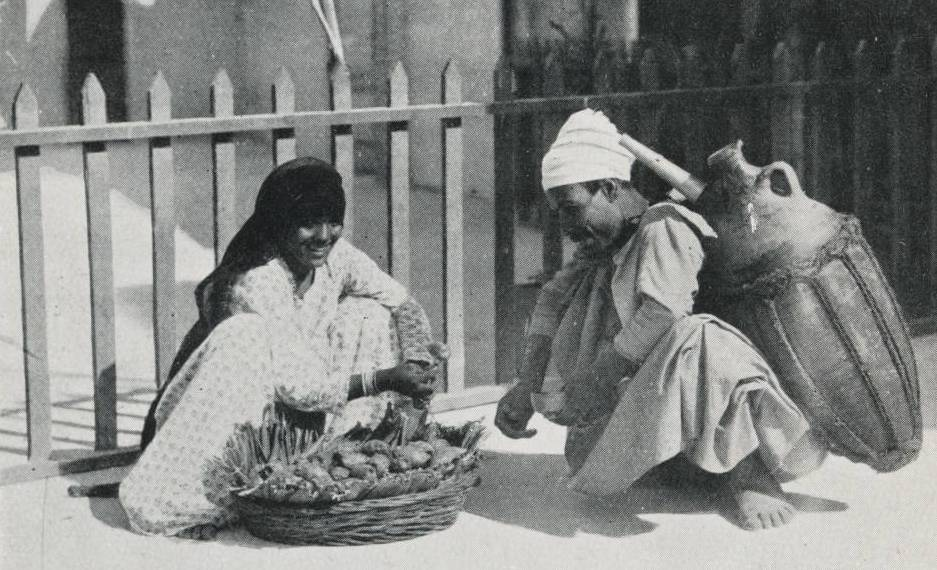
Vendeurs de fruits, p. 20.
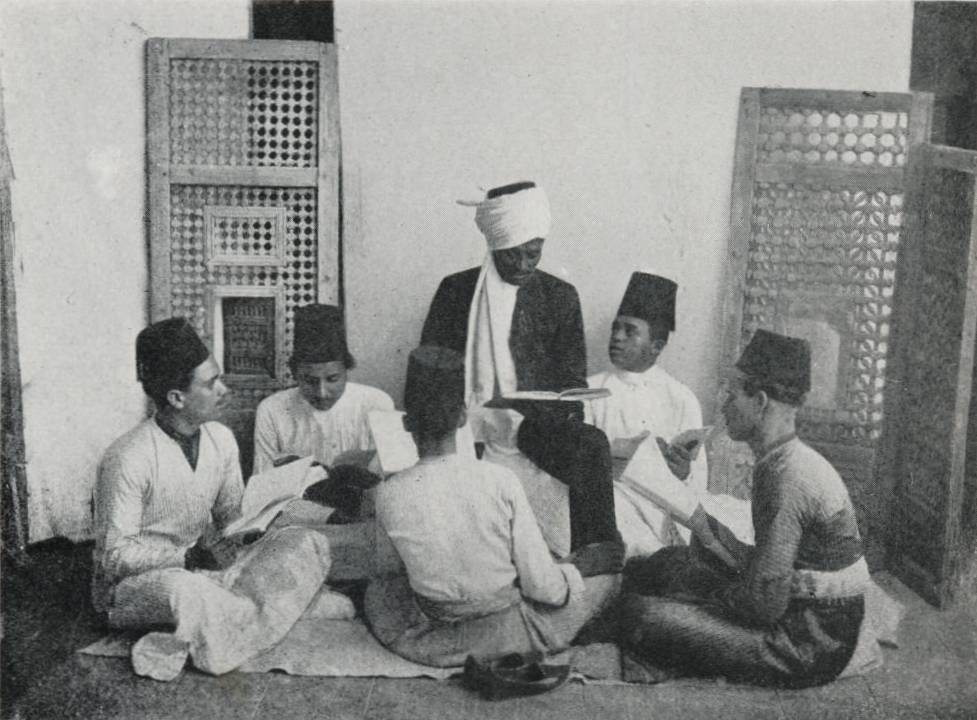
« A Boys' School », p. 172.